# Achire
Achire, jedna od skupina Guasave Indijanaca, šire grupe Cahita (porodica Taracahitian), nastanjeno u povijesno doba na jugu Guasave teritorija, kod ušća rijeke Río Lorenzo u Sinaloi, Meksiko. 
Achire i Guasave živjeli su od lova, ribolova i sakupljanja divljeg voća. Bili su Organizirani po nomadskim bandama koje su krstarile teritorijem i lovili lukom i strijelom. Dolaskom misionara pacifizirani su i nestali hisapnizacijom. 

## Vanjske poveznice
- Grupos guasave y achire